# Hugo Yrwing
Hugo Nilsson Yrwing (født 23. januar 1908 i Södra Åsum, Malmöhus, Sverige, død 30. august 2002 i Solna, Stockholms län, Sverige) var svensk historiker, docent. Han er især kendt for sin forskning vedrørende Gotlands historie og forskning vedrørende handels- og søfartshistorie. I 1940 blev Fil. lic. Hugo Yrwing udnævnt til lektor i historie ved Lunds Universitet. Han var Fil.dr., Docent og medlem af Samfundet för utgivande av handskrifter rörande Skandinaviens historia.

## Forfatterskab
- Hugo Nilsson Yrwing: Gotland under äldre medeltid. Studier i baltisk-hanseatisk historia, Lund 1940. Afhandling (Diss. Lunds Universitet).
- Hugo Yrwing: Tycho Brahe: mannen och verket. Efter Gassendi översatt med kommentar av Wilhelm Norlind [Recension] 1951.
- Hugo Yrwing: Maktkampen mellan Valdemar och Magnus Birgersson 1275-1281. (Skrifter utgivna av Vetenskaps-Societeten i Lund, Nr. 38), Lund 1952.
- Hugo Yrwing: "Kungamordet i Finderup. Nordiska förvecklingar under senare delen av Erik Klippings regering" (Skrifter utgivna av Vetenskaps-Societeten i Lund, Nr. 45), Lund 1954.
- Hugo Yrwing: Gustav Vasa, kröningsfrågan och Västerås riksdag 1527. (Skrifter utgivna av Vetenskaps-Societeten i Lund, Nr. 49), Lund 1956.
- Hugo Yrwing: Handelssjöfart. Kulturhistoriskt lexikon för nordisk medeltid. Allhems. Vol. 6, cols. 158-62. Malmö 1961.
- Hugo Yrwing: "Kring helgeandsoktogonen i Visby" (i: Gotländskt arkiv 1978).
- Hugo Yrwing: Gotlands medeltid, Visby 1978. (Oplag trykt i 2000 nummererede eksemplarer).
- Hugo Yrving: Visby - Hansestad på Gotland; Stockholm, Gidlunds 1986.

### På internettet
- Hugo Yrwing: "Konungavalet i Strängnäs 1523" (Scandia 1964, s. 357-383) (svensk)
- Hugo Yrwing: "Sten Sture, Ivar Axelsson och unionsfrågan 1471-1484" (Scandia 1968, s. 100-163) (svensk)
- Hugo Yrwing: "Salt och saltsaltförsörjning i det medeltida Sverige" (Scandia 1968, s. 219-242) (svensk)
- Hugo Yrwing: "Lauritz Weibull och den käll-kritiska metoden". 1980. (Scandia 1980, s. 1-25) (svensk)
- Hugo Yrwing: "De s. k. köpmanskyrkorna" (Fornvännen 75 (1980); s. 44-58) (svensk)
- Hugo Yrwing: "Helge And och Sankt Jakob — två medeltida Visbykyrkor" (Fornvännen 77 (1982); s. 198-211) (svensk)
- Hugo Yrwing: "Ett medeltida gotlandsprivilegium på avvägar" (Scandia, vol. 49 nr. 1; 1983; s. 77-86) (svensk)
- Hugo Yrwing: "Dominikanerna etablerar sig i Visby" (Fornvännen 78 (1983); s. 261-268) (svensk)
- Hugo Yrwing: "Om problemen kring Visbykyrkorna Helge And och S:t Jakob" (Fornvännen 79 (1984); s. 269-270) (svensk)
- Hugo Yrwing: "Visby medeltida rådhus" (Fornvännen 80 (1985); s. 1-6) (svensk)
- Hugo Yrwing: "Kampen om östersjömarknaderna under 1500-talets första decennier" (Scandia, bind 52 (1986), nr 1; s. 5-38) (svensk)
- Hugo Yrwing: "Årtalet 1317 och "Consistorium Visbycense" i det medeltida Visby" (Fornvännen 81 (1986); s. 224-226) (svensk)
- Yrwing, Hugo: Visby och uppkomsten av Tyska hansan. Vetenskapssocieteten i Lund, Årsbok 1988, s. 108-136.
- Hugo Yrwing: "Det medeltida Visby — ett stadssamhälle med två "tungor" (Fornvännen 84 (1989); s. 39-43) (svensk)
- Hugo Yrwing: "En marinarkeolog om den tidiga frisisk-tyska Östersjöhandeln" (Fornvännen 84 (1989); s. 150-158) (svensk)
- Hugo Yrwing: "Varför Mariakyrkans stora sydkapell i Visby inte kallades Swertingska kapellet under medeltiden" (Fornvännen 86 (1991); s. 32-41) (svensk)
- Hugo Yrwing: "Visbysamhällets uppkomst — ett inlägg mot Gun Westholms framställning i Medeltidsstaden" (Fornvännen 87 (1992); s. 191-200) (svensk)
- Hugo Yrwing: "Gun Westholm och Visbysamhällets uppkomst. Svar på ett genmäle" (Fornvännen 89 (1994); s. 165-167) (svensk)
- Hugo Yrwing: Alt-Lübeck, en fjärrhandelshamn i Östersjöområdet enligt Kattinger. Vetenskapssocieteten i Lund, Årsbok 1996, s. 76-104, (1998). ISSN 0349-053X (svensk)